# Bisht

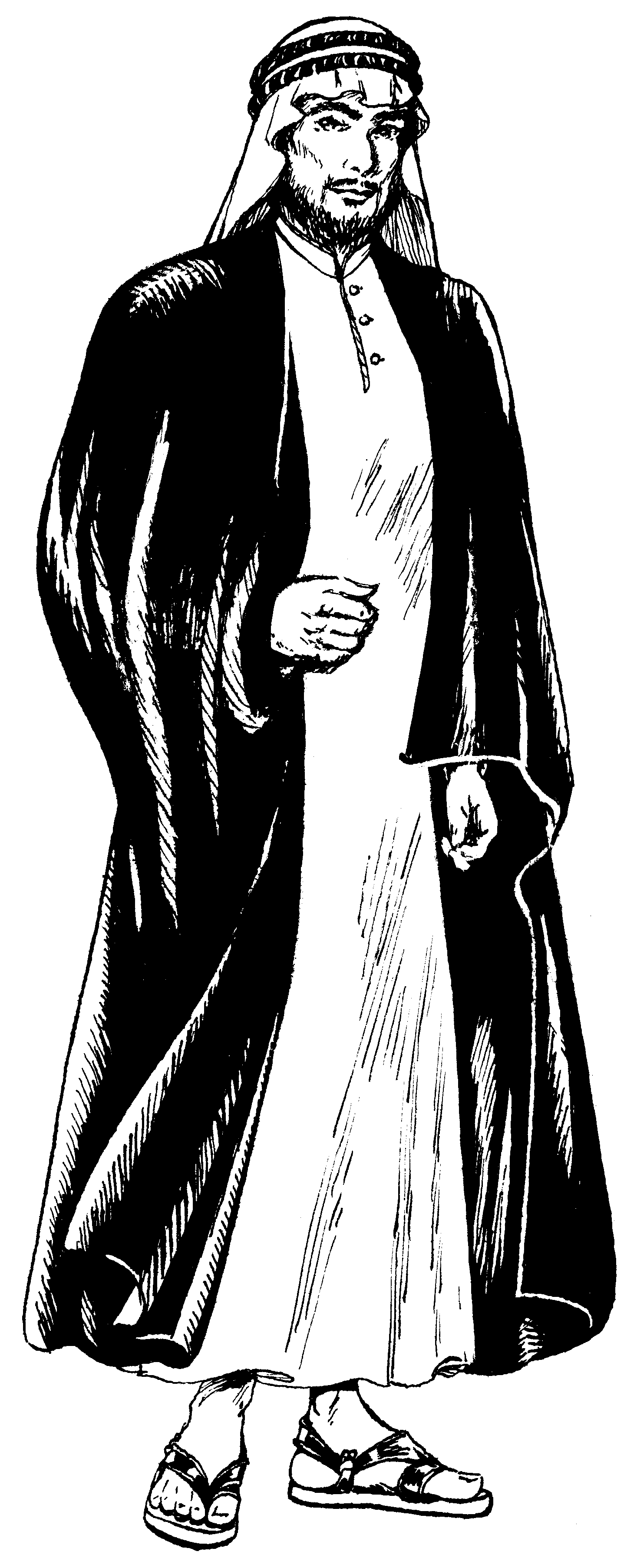
Il bisht nero

Il bisht (in arabo بِشْت‎?, bishūt) è un capo di abbigliamento tipico della cultura araba del Medioriente e del Golfo Persico, tipicamente maschile, in uso da migliaia di anni. Si tratta di una mantellina o tunica leggera, di solito di colore nero, marrone, beige, crema o grigio. È considerato il più tradizionale mantello saudita.

## Caratteristiche
Il bisht è realizzato con pelo di cammello e lana di capra, dove questo materiale viene filato, e quindi viene ricavato il tessuto, che è pronto per essere utilizzato nella tessitura del bisht.
Il tessuto ha un filato morbido per l'estate e il pelo ruvido per l'inverno.

## Usi
Un bisht è solitamente indossato per prestigio in occasioni speciali come matrimoni o feste come Eid, o per Ṣalāt al-Jumuʿah o Salat al-Janazah. Di solito è indossato da funzionari secolari o religiosi, tra cui capi tribù, re e imam, sopra un thawb, un kanzu o una tunica. Veniva indossato dai guerrieri dopo aver vinto una battaglia. È un indumento da status symbol, associato a regalità, posizione religiosa, ricchezza e occasioni cerimoniali, come lo smoking con cravatta nera in Occidente.

## Etimologia
La radice triliterale di bisht è ampiamente usata nelle lingue semitiche, compreso l'arabo, e una teoria è che la parola bisht derivi dall'accadico bishtu, che significa "nobiltà" o "dignità". È nel senso del prestigio, così come la maestosità e il contesto storico e naturale confermano questo significato, in quanto principi, regnanti, nobili e adulti usavano indossarlo nel corso della storia e delle epoche, fino a quando fu considerato simbolo di prestigio ed elevazione in società. Il nome alternativo di ʿabāʾ (arabo: عَبَاء) deriva dalla radice araba trilitterale ʿAyn-Bāʾ-Wāw, che si riferisce al "riempimento".

## Storia
Il primo documento storico in cui viene menzionato il bisht o la veste araba potrebbe essere quello che si trova nel libro delle Storie dello storico greco Erodoto, che visse nel V secolo a.C., nel descrivere l'abbigliamento dei soldati arabi:
Nel dicembre 2022, durante la premiazione dei Mondiali di calcio, l'emiro del Qatar, Tamim bin Hamad Al Thani ha fatto indossare un bishta nero al capitano della squadra vincente Lionel Messi, gesto che ha ottenuto una grande eco mediatica. In seguito per lo stesso capo indossato dal campione del mondo è stata offerta la cifra di un milione di dollari.